# Andrés Lewin-Richter
Andrés Lewin-Richter Ossiander (Miranda de Ebro, Burgos, Espanya, 1937) és enginyer industrial i compositor musical.

## Biografia
Lewin-Richter està inscrit en el grup dels anomenats "compositors intergeneracional", classificació desenvolupada per Tomás Marco, que es refereix als autors que van néixer al voltant del 1940, i per això no poden ser inclosos en la "Generación del 51", encara que la majoria d'ells hagin estat influenciats per ella. L'any 1956 va començar a difondre la música contemporània per mitjà d'una sèrie de conferències impartides a Espanya, Estats Units i Mèxic. Aquesta pauta serà constant al llarg de tota la seva carrera professional, dedicant-se progressivament d'una manera específica a la música electrònica i electroacústica. El Club 49, dinamitzat per Joan Prats, era un reducte de l'expressió artística alternativa. A la dècada del 1960 va expandir l'activitat cultural cap a la música, perquè l'objectiu en aquest camp era mostrar tota mena de creació musical, no important la seva finalitat, estètica o procedència. Aquest sector musical acabaria anomenant-se Música Oberta.
L'any 1962 Lewin-Richter aconseguí una beca Fulbright que li va permetre treballar durant tres anys al Columbia Princetown Electronic Music Center de Nova York, estudiar acústica amb Cyril Harris i música elaborada amb mètodes electroacústics amb Vladimir Ussachevsky, Mario Davidovsky i d'Edgar Varèse. És considerat un pioner de les músiques electroacústiques a l'Estat Espanyol, Tornant a Barcelona, l'any 1975, fundà amb Josep Maria Mestres Quadreny l'Estudio de Música Electroacústica Phonos (avui Phonos) -que s'instal·là inicialment a casa seva-. També participà en la creació del Grup Instrumental Català (GIC).
En les seves obres utilitza una gran diversitat de materials, tècniques i llenguatges per a crear un nou univers sonor en el qual els recursos electrònics amplien les possibilitats tímbriques dels instruments.

## Obra
Les composicions d'Andrés Lewin-Richter es basen, sobretot, en la música electroacústica, amb un catàleg extens amb obres per a instruments sols, per a grups de cambra, música vocal, música per a dansa, teatre i audiovisuals.